# Piper mestonii
Piper mestonii är en pepparväxtart som beskrevs av Frederick Manson Bailey. Piper mestonii ingår i släktet Piper och familjen pepparväxter. Inga underarter finns listade i Catalogue of Life.